# Argancy

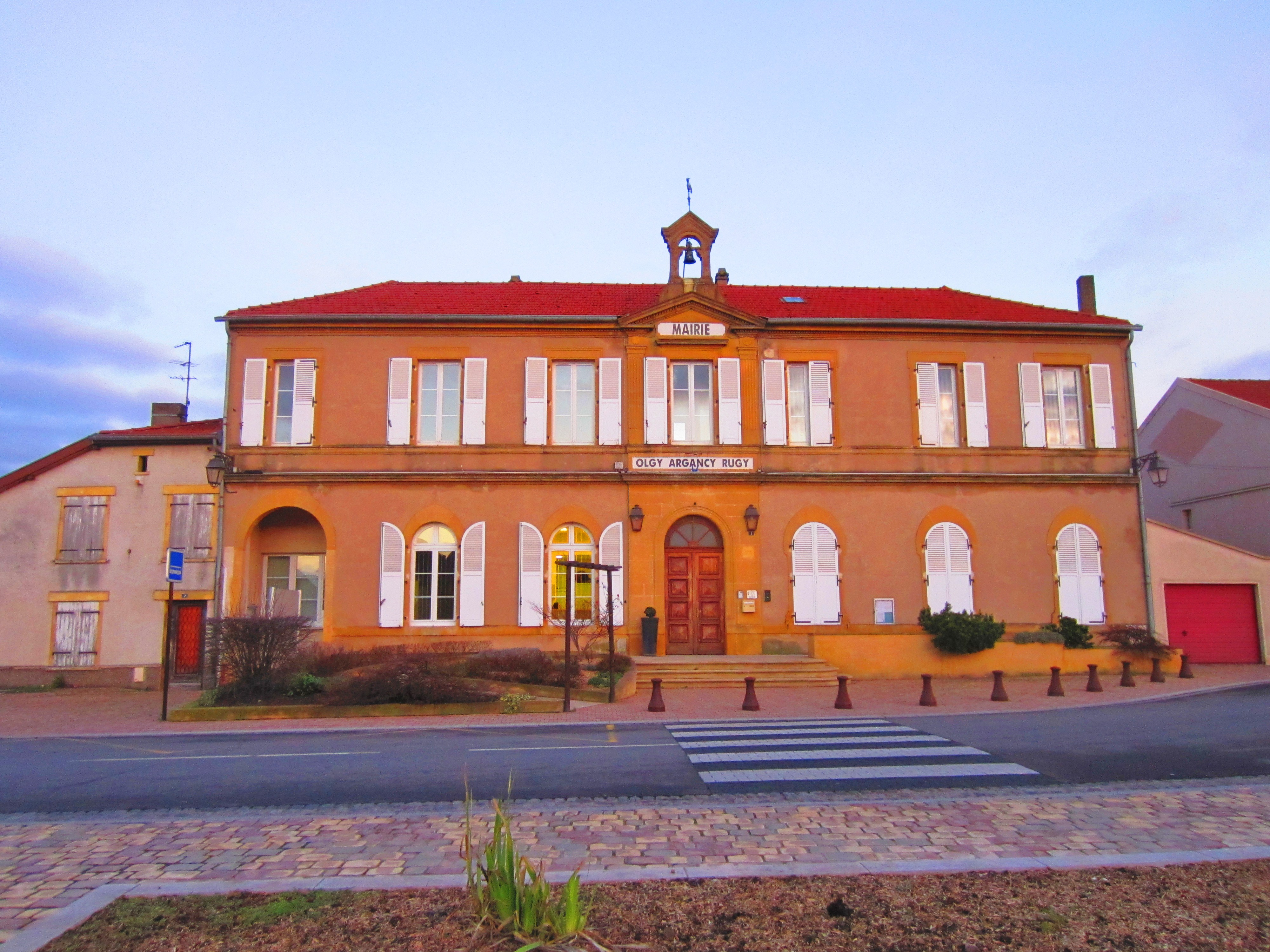
Rathaus (Mairie)

Argancy (deutsch 1915–1918 Argannen, 1940–1944 Argesingen) ist eine französische Gemeinde mit 1334 Einwohnern (Stand 1. Januar 2022) im Département Moselle in der Region Grand Est (bis 2015 Lothringen). Sie gehört zum Arrondissement Metz.

## Geographie
Die Gemeinde Argancy liegt in Lothringen, elf Kilometer nördlich von Metz und sieben Kilometer westlich von Vigy, an der Mosel, auf einer Höhe zwischen 158 und 210 m über dem Meer. Durch das 11,4 km² umfassende Gemeindegebiet führt die Autobahn Paris-Straßburg, die hier die Mosel überquert.
Zu Argancy gehören die Ortsteile Rugy (dt. 1915–1918 und 1940–1944 Rugingen) im Norden und Olgy südlich an der Mosel.

## Geschichte
Der Ort wurde erstmals 857 als Argesingas und 1210 als Archanciacum erwähnt. Die Ortschaft gehörte früher zum Bistum Metz. 1552 wurde der Ort von Frankreich besetzt und annektiert. 
Durch den Frankfurter Frieden vom 10. Mai 1871 kam die Region an das deutsche Reichsland Elsaß-Lothringen, und das Dorf wurde dem Landkreis Metz im Bezirk Lothringen zugeordnet. Die Dorfbewohner betrieben Getreide-, Wein-, Ölsaat- und Obstbau.
Nach dem Ersten Weltkrieg musste die Region aufgrund der Bestimmungen des Versailler Vertrags 1919 an Frankreich abgetreten werden und wurde Teil des Département Moselle. 
Im Zweiten Weltkrieg war die Region von der deutschen Wehrmacht besetzt.

### Demographie
| Anzahl Einwohner seit Ende des Zweiten Weltkriegs | Anzahl Einwohner seit Ende des Zweiten Weltkriegs | Anzahl Einwohner seit Ende des Zweiten Weltkriegs | Anzahl Einwohner seit Ende des Zweiten Weltkriegs | Anzahl Einwohner seit Ende des Zweiten Weltkriegs | Anzahl Einwohner seit Ende des Zweiten Weltkriegs | Anzahl Einwohner seit Ende des Zweiten Weltkriegs | Anzahl Einwohner seit Ende des Zweiten Weltkriegs | Anzahl Einwohner seit Ende des Zweiten Weltkriegs |
| ------------------------------------------------- | ------------------------------------------------- | ------------------------------------------------- | ------------------------------------------------- | ------------------------------------------------- | ------------------------------------------------- | ------------------------------------------------- | ------------------------------------------------- | ------------------------------------------------- |
| Jahr                                              | 1962                                              | 1968                                              | 1975                                              | 1982                                              | 1990                                              | 1999                                              | 2007                                              | 2019                                              |
| Einwohner                                         | 635                                               | 731                                               | 758                                               | 1007                                              | 1058                                              | 1103                                              | 1334                                              | 1339                                              |

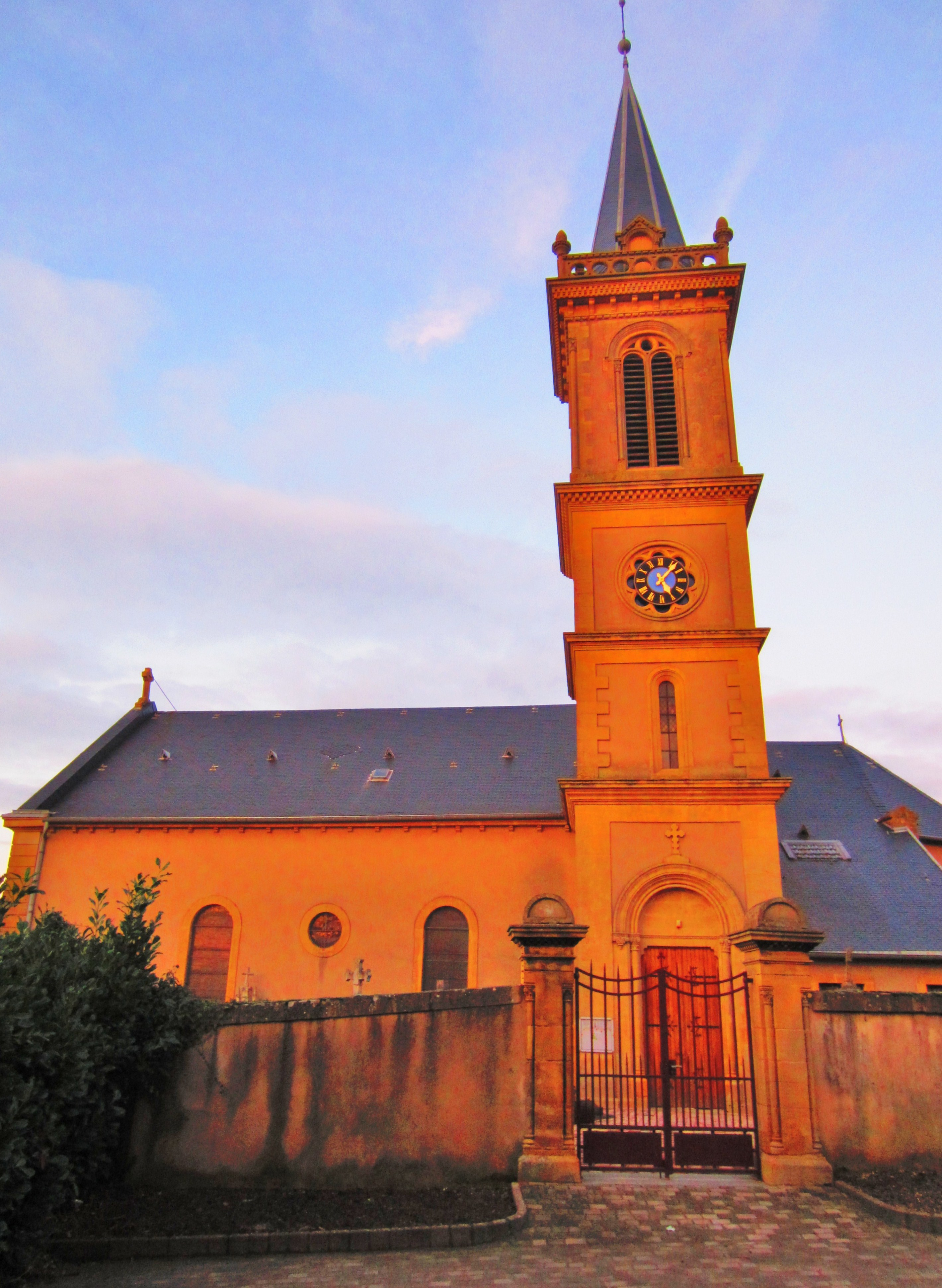
Kirche St. Laurent (1779 restauriert)
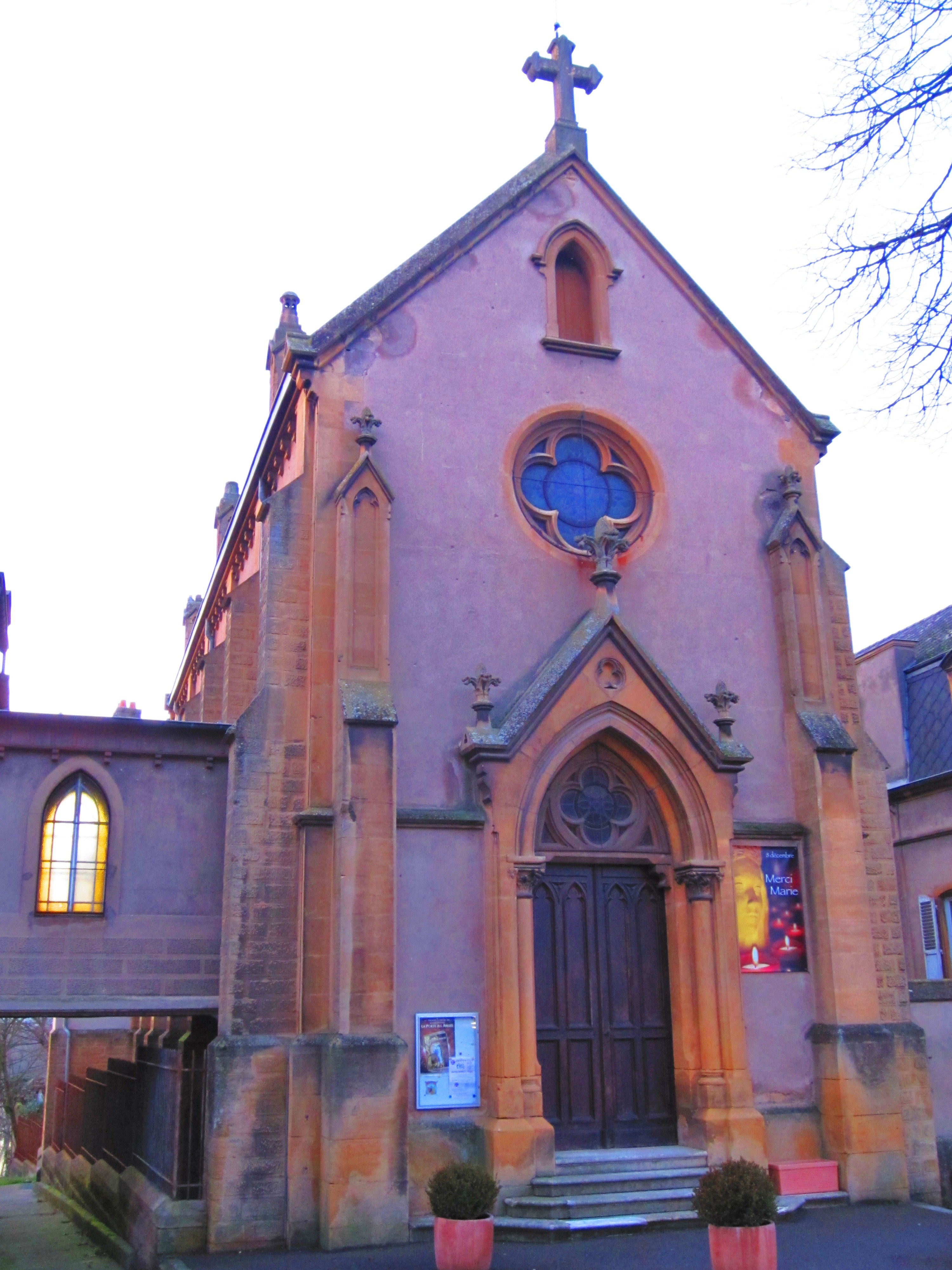
Kapelle der Missionare der Liebe Jesu
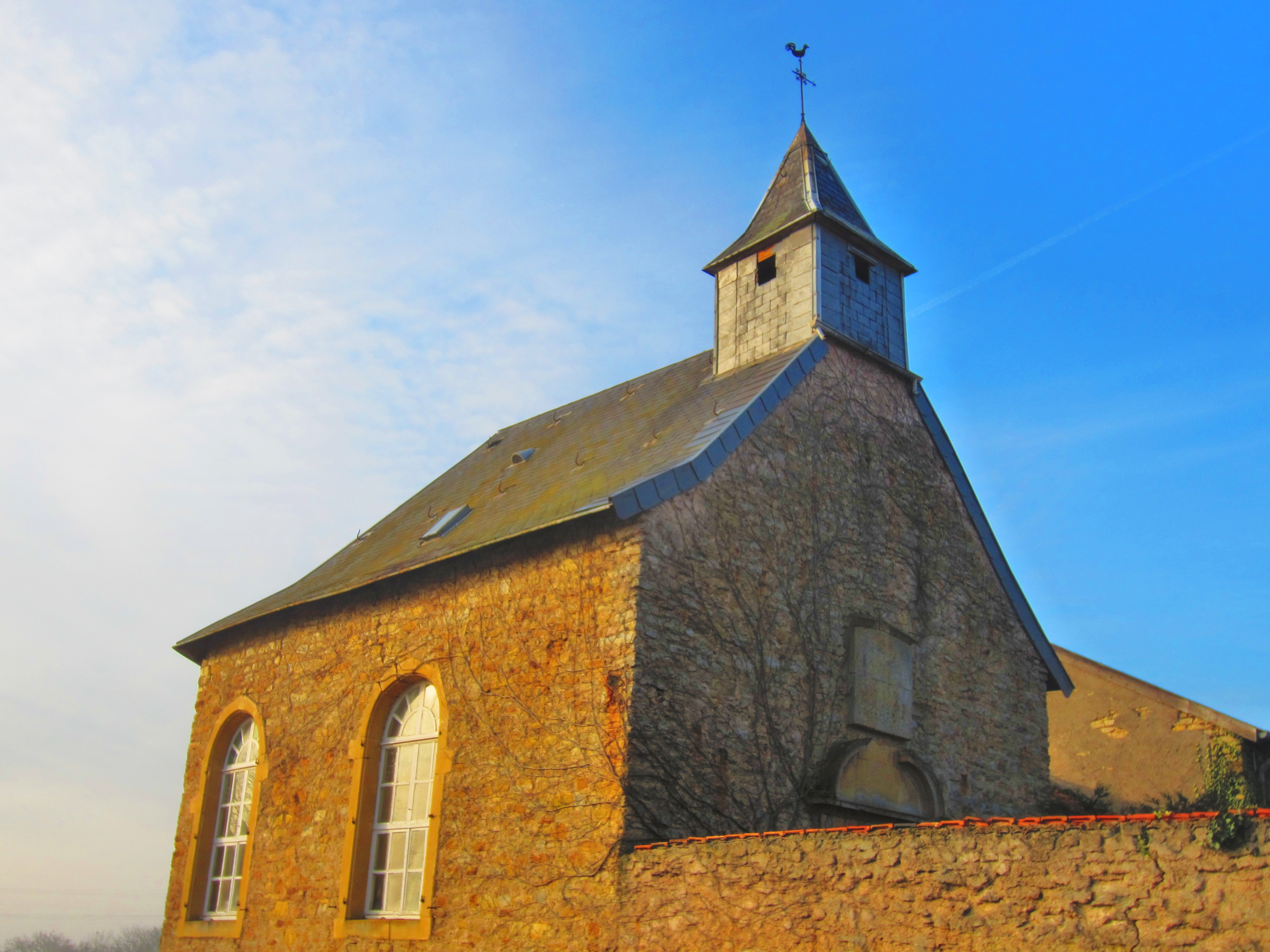
Schlosskapelle Mariä Geburt im Ortsteil Rugy